# Вольський цвинтар у Варшаві
Во́льський цви́нтар у Варша́ві (пол. Cmentarz Wolski w Warszawie) — римо-католицький цвинтар місцевості Воля міста Варшава, Польща. Відкритий з 1854 року.

## Відомі поховання
- Павло Пащевський — капелан Армії УНР.
- Войцех Алаборський (пол. Wojciech Alaborski; нар. 23 вересня 1941, Дрогобич — 5 квітня 2009, Варшава) — польський актор театру, кіно і телебачення.
- Барбара Рахвальська (пол. Barbara Rachwalska; нар. 13 квітня 1922, Варшава — пом. 23 грудня 1993, Варшава) — польська акторка театру, кіно і телебачення.
- Леонард Якубовський (пол. Leonard Jakubowski; нар. 20 червня 1922, Ярослав — 8 березня 2012 Варшава) — польський співак.